# Cythere floscardui
Cythere floscardui är en kräftdjursart som först beskrevs av Brady 1880.  Cythere floscardui ingår i släktet Cythere och familjen Cytheridae. Inga underarter finns listade i Catalogue of Life.